# Савана (Мисури)
Савана (енгл. Savannah) град је у америчкој савезној држави Мисури.

## Демографија
По попису из 2010. године број становника је 5.057, што је 295 (6,2%) становника више него 2000. године.
| Група             | 2000.         | 2010.         |
| Белци             | 4.672 (98,1%) | 4.884 (96,6%) |
| Афроамериканци    | 14 (0,3%)     | 18 (0,4%)     |
| Азијати           | 10 (0,2%)     | 26 (0,5%)     |
| Хиспаноамериканци | 28 (0,6%)     | 79 (1,6%)     |
| Укупно            | 4.762         | 5.057         |